# Pristava (jezero)
Pristava (tudi Šikerjev ribnik) je jezero v Močni.
Ribnik je znan že iz prejšnjih stoletij, saj je bil v lasti grofov Herbersteinov in je bil namenjen gojenju rib. Prvotni ribnik so povečali v zadrževalnik visokih voda reke Pesnice, na kateri je tudi pregrada. Jezero je namenjeno tudi ribolovu. Ribe, ki jih najdemo v Pristavi so: ščuka, smuč, klen, krap, som in somič. Je nadvse pomemben vodni prostor za prezimovanje ptic, ki se tu zadržujejo tudi občasno, med selitvijo. Tu najdemo tudi rastišča redkega ščitastolistega plavčka in belega lokvanja.